# Nove, Ceaplînka
Nove (în ucraineană Нове) este un sat în așezarea urbană Ceaplînka din regiunea Herson, Ucraina.

## Demografie
Componența lingvistică a localității Nove
     Ucraineană (86,67%)
     Rusă (1,9%)
     Alte limbi (0,32%)
Conform recensământului din 2001, majoritatea populației localității Nove era vorbitoare de ucraineană (86,67%), existând în minoritate și vorbitori de rusă (1,9%).